# Thomas Rosenboom

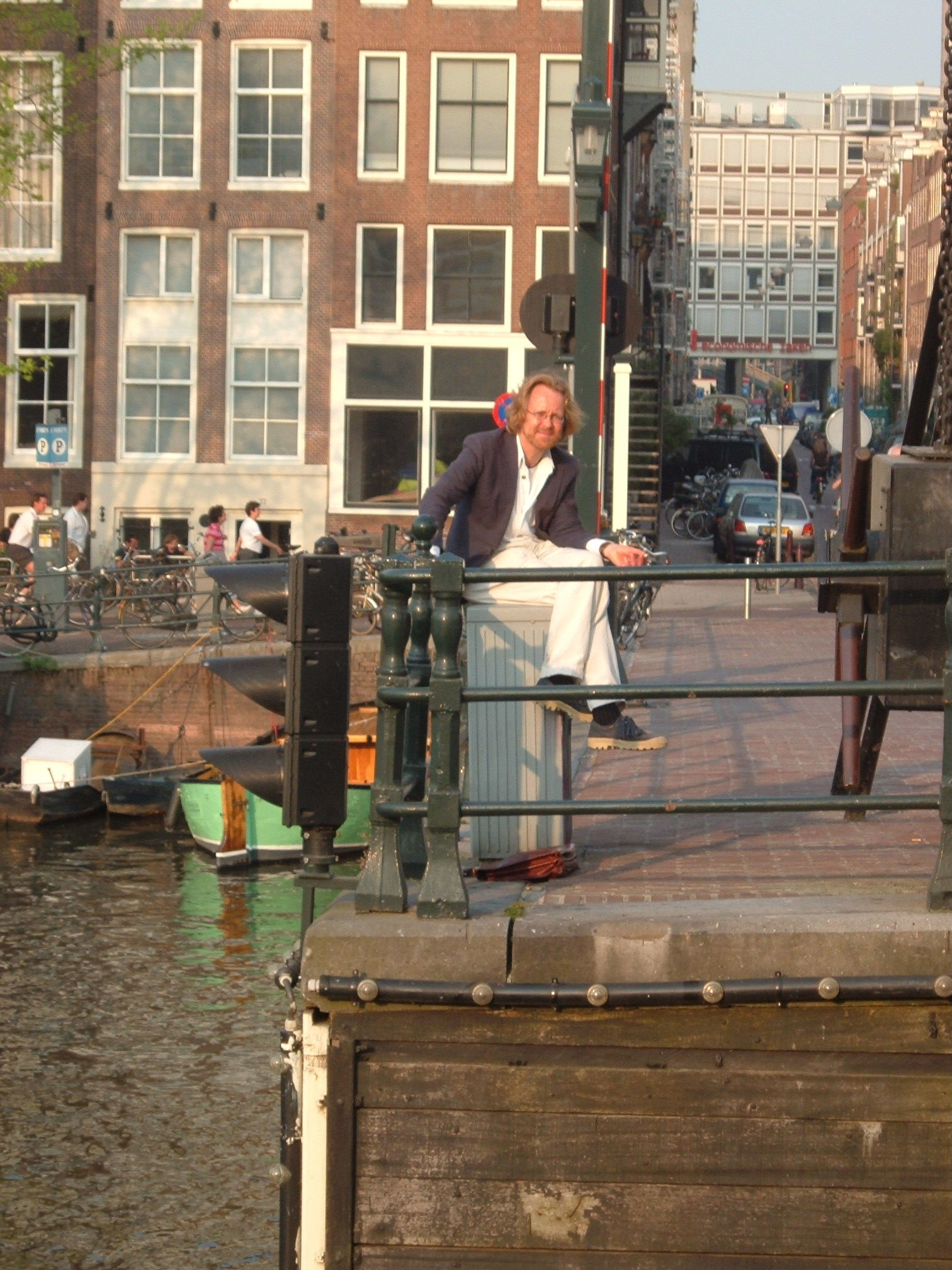
Thomas Rosenboom, 2007

Thomas Rosenboom (* 8. Januar 1956 in Doetinchem, Niederlande) ist ein niederländischer Schriftsteller.

## Leben
Rosenboom besuchte die höhere Schule in Arnheim und studierte drei Jahre lang Psychologie in Nijmegen. Anschließend ging er nach Amsterdam, um dort Niederlandistik zu studieren. Seit seinem Studienabschluss im Jahr 1983 lebt er als freier Schriftsteller.
Er debütierte als Autor mit der Erzählung Bedenkingen, die 1982 in der Zeitschrift De Revisor veröffentlicht wurde. 1983 erschien ein erster eigener Band mit drei Erzählungen, 1985 sein erster Roman Vriend van verdienste. Seinen Durchbruch markierte 1994 der Roman Gewassen vlees, der mit dem Libris Literatur-Preis ausgezeichnet wurde.

## Werke
- 1982 – Bedenkingen (Erzählungen)
- 1983 – De mensen thuis (Erzählungen)
- 1985 – Vriend van verdienste (dt.: Eine teure Freundschaft, ISBN 3-518-11607-X)
- 1994 – Gewassen vlees (dt.: Das Liebeswerk, ISBN 3-518-41186-1)
- 1999 – Publieke werken (dt.: Neue Zeiten, ISBN 3-421-05663-3)
- 2003 – De nieuwe man (dt.: Der Nachfolger, ISBN 978-3-421-05789-1)
- 2004 – Spitzen (dt.: Tango, ISBN 3-421-05788-5)  (Boekenweekgeschenk, 2004)
- 2009 – Zoete mond (Roman)
- 2012 – De rode loper (Roman)

## Auszeichnungen
- 1984: Lucy B. en C.W. van der Hoogtprijs für De mensen thuis
- 1995: Libris-Literaturpreis für Gewassen vlees
- 2000: Libris-Literaturpreis für Publieke werken

### Nominierungen
- 2008: Euregio-Schüler-Literaturpreis für Tango